# قطوع مخروطية متحدة البؤر
تسمى القطوع المخروطية "متحدة البؤر"، إذا كان لديها البؤر نفسها. نظرًا لأن للقطع الناقص والقطع الزائد بؤرتين ، فأن هناك قطوع ناقصة أو/و قطوع زائدة متحدة البؤر. عندما يشترك القطع الناقص مع القطع الزائد البؤر نفسها، فإنهما يتقاطعان بزاوية قائمة.
وبما أن للقطع المكافئ بؤرة واحدة، ومحور تماثل واحد، فإن للقطوع المكافئة متحدة البؤر محور التناظر نفسه. وبالتالي ، فإن أي نقطة ليست على محور التناظر تقع على قطعين مكافئين متحدين البؤر ومتقاطعان بشكل متعامد.

قطوع مخروطية متحدة البؤر

عندما يكون القطع الناقص والقطع الزائد متحدان البؤر ، فإنهما يتقاطعان بشكل متعامد (بزواية قائمة)

يؤدي سحب مفهوم القطوع المخروطية متحدة البؤر على الفراغ ثلاثي الابعاد إلى الحصول على أسطح ثنائية متحدة البؤر.
يقال أن اثنين من الاسطح الثنائية متحدة البؤر إذا كان لديهما منحنيات بؤرية مشتركة. التي تكون قطوع مخروطية، على وجه التحديد القطع الناقص والقطع الزائد التي ينتميان إلى اثنين من المستويات الرئيسية الثلاثة لتلك السطوح.